# 斯诺克职业选手世界排名
斯诺克职业选手世界排名是一个对所有斯诺克职业选手进行排名的官方系统，用于确定世界斯诺克巡回赛自动参赛资格和种子选手。排名名单由斯诺克运动的国际管理机构——世界职业台球与斯诺克协会（The World Professional Billiards and Snooker Association, WPBSA）发布，每个选手的世界排名由其在过去2年内在指定的排名赛中的表现决定，排名名单会在每个排名赛结束后更新。这一排名系统从1976-77赛季开始使用；在2013-14赛季前，每项赛事的积分由管理机构指定，而自2014-15赛季起，这一机制改为由赛事奖金决定。

## 背景
世界排名决定了WPBSA组织的世界斯诺克巡回赛中的种子选手以及获得参加邀请赛的资格。对WPBSA成员开放的赛事通常包含两个部分（资格赛阶段和“场地阶段”），通常在不同的地点进行；在采用分级形式的赛事中，选手会根据世界排名在不同的轮次开始比赛。有时，斯诺克运动的顶级选手会获得种子席位，直接进入场地阶段而不需要参加资格赛。特别的，世界排名前16名的选手将自动获得世界锦标赛和大师赛决赛阶段的参赛资格，因此人们在对世界第一的席位感兴趣的同时，也会对哪些选手能获得和保持前16名感兴趣。职业选手根据他们在排名赛中达到的轮次获得排名积分，尤其是那些带有“排名”字样的特别指定赛事。所有WPBSA的职业选手都会参加排名，而无论他们是否仍活跃在赛场上。

## 系统
在使用世界排名系统之前，每年斯诺克世界锦标赛的冠军和亚军自动获得次年世界锦标赛的顶级种子席位。1970年代，随着越来越多的比赛开始举办以及更多的职业选手参加巡回赛，为比赛设立更多的种子选手席位也变得越来越有必要，从而促成了1975-76赛季开始使用的“功绩勋章”系统的使用。这一系统很原始，仅仅根据最近三次世界锦标赛的成绩进行种子排序，在1976年世界锦标赛结束后，1976-77赛季正式开始使用这一系统进行世界排名。1982-83赛季时，更多的比赛开始举办了，把这些锦标赛纳入排名考量之中似乎很有道理，于是职业选手锦标赛和国际公开赛也开始使用这一系统纳入排名中，1983-84赛季时经典赛也开始计算排名分。1984-85赛季则增加了英国锦标赛和英国公开赛，此时对系统进行了修改，仅计算前两个赛季的比赛成绩，而且更新时间定在了每年的世界锦标赛结束后。在之后的几十年里，虽然对比赛获得的排名积分的分配进行过调整，但基本系统一直没有变更，一直持续到2009-10赛季。从2010-11赛季起，系统修改为在每一个排名比赛结束后立即更新，以使排名更能反映当前的情况。目前系统采用两年“滚动”制，即用当前赛季的赛事积分来代替两年前相应赛事的积分。

## 种子顺位
不同的赛事之间，种子选手的顺位都会发生变化，赛事的卫冕冠军会获得一号种子席位，而二号种子席位则给予卫冕世界冠军，其余的种子选手顺位则从“种子名单”中得出。官方排名每年更新一次的年代，赛事的种子顺位（除前两名外）按照官方排名顺序指定。选手和专家们都密切关注着赛季中获得的排名积分，“临时排名”（非官方发布数据）是以上一赛季的排名积分总和加上本赛季迄今为止累计的积分进行排名，随着赛季的进行，它会越来越接近于下赛季开始时的官方排名。“临时排名”显示了选手的状态，随着赛季接近尾声，争夺积分第一名、前十六名和巡回赛资格的形势愈发紧张。
2010年引入的滚动排名机制促进了赛季中种子名单的更新。在赛季中期会选择几个方便的阶段设立“截止日”，当日的排名被冻结作为接下来几场赛事的种子顺位依据，直到下一次截止日到来时再修改。

## 积分
1975-76赛季建立的仅考虑世界锦标赛结果的原始“功绩勋章”系统中，冠军会获得5分，亚军获得4分，半决赛失利者获得3分，四分之一决赛失利者获得2分，八分之一决赛失利者获得1分，次年引入的世界排名使用了相同的分配机制。随后被计入排名的赛事也采用了这样的分配机制，但从1983年开始世界锦标赛的成绩会获得双倍积分。排名积分分配之后略有修改，除世界锦标赛以外的所有冠军会获得6分，亚军5分，以此类推直到32强获得1分；世界锦标赛的冠军仍然获得10分，亚军获得8分，以此类推，但最后32强会获得1分。当选手的排名积分相同时，还会获得功绩和框架积分以分出先后。
1991-92赛季斯诺克赛事变得开放时，排名积分的分配也变得受几个因素影响（由时任WPBSA主席在烟盒背面设计出来）以适应更多的选手涌入。打破平分的机制被取消了，选手会在每一轮中获得更多的积分，而一名种子选手如果在参赛首轮被淘汰则只会获得相当于非种子选手一半的积分。世界锦标赛仍然比其他赛事提供更多的积分，但在“公开赛时代”制度下，其他赛事的积分分配也时有不同，而英国锦标赛始终保有第二高的积分。2010-11赛季开始举办的次级职业巡回赛——选手巡回锦标赛由一系列小型赛事组成，虽然也能获得排名积分，但远低于其他赛事。
2014-15赛季开始，排名积分表被奖金表取代，选手们根据其在具有排名性质的比赛中赢得的奖金进行排名。

## 参看
- 滿分桿
- 斯诺克世界锦标赛
- 斯诺克世界排名第一选手

## 外部連結
- World Rankings （页面存档备份，存于） at World Snooker